# Guide Michelin

Der Hotel- und Restaurantführer Michelin Edition Deutschland 2006

Der Guide Michelin [ɡid miʃ.lɛ̃] ist ein Hotel- und Reiseführer, der jährlich in unterschiedlichen Länderversionen erscheint. Die französische Ausgabe wird von der Michelin Editions des Voyages in Paris herausgegeben. Der Rote Michelin ist ein Führer für Restaurants und Hotels, der Grüne Michelin ein allgemeiner touristischer Führer.

## Gastro-Michelin

### Geschichte
Der Guide Michelin wurde erstmals am 14. April 1900 zur Weltausstellung in Paris in einer Auflage von 35.000 kostenlosen Exemplaren in Frankreich herausgegeben. Gestaltet von der Touristikabteilung des Reifenherstellers Michelin war er als ein Werkstattwegweiser für die 2400 französischen Autofahrer und für Radfahrer gedacht. Die Initiatoren André und Édouard Michelin stießen in eine Marktlücke. Sie gaben unter anderem Tipps zum Umgang mit dem Auto und den Reifen und führten die Namen von Werkstätten, Batterieladestationen und Benzindepots auf.
1904 brachte Michelin mit dem Band für Belgien die erste ausländische Ausgabe heraus. 1910 erschien der erste deutschsprachige Guide Michelin für Deutschland und die Schweiz. 1920 wurde der Führer kostenpflichtig, er kostete sieben Francs. 1923 erschienen erstmals Hotel- und Restaurantempfehlungen. Ab 1926 gewann der Guide Michelin für die Gastronomie einen noch höheren Stellenwert, weil er erstmals einzelne Sterne vergab. In den Folgejahren verfeinerte der Reiseverlag seine Bewertung und verlieh ab 1931 für besonders herausragende Küchenleistungen nun auch zwei und drei Sterne. Zunächst galt dieses Mehrsternesystem nur für die französische Provinz; ab 1933 weitete Michelin es auf Paris aus. 1936 wurden die bis heute gültigen Definitionen zu den Sternen eingeführt.

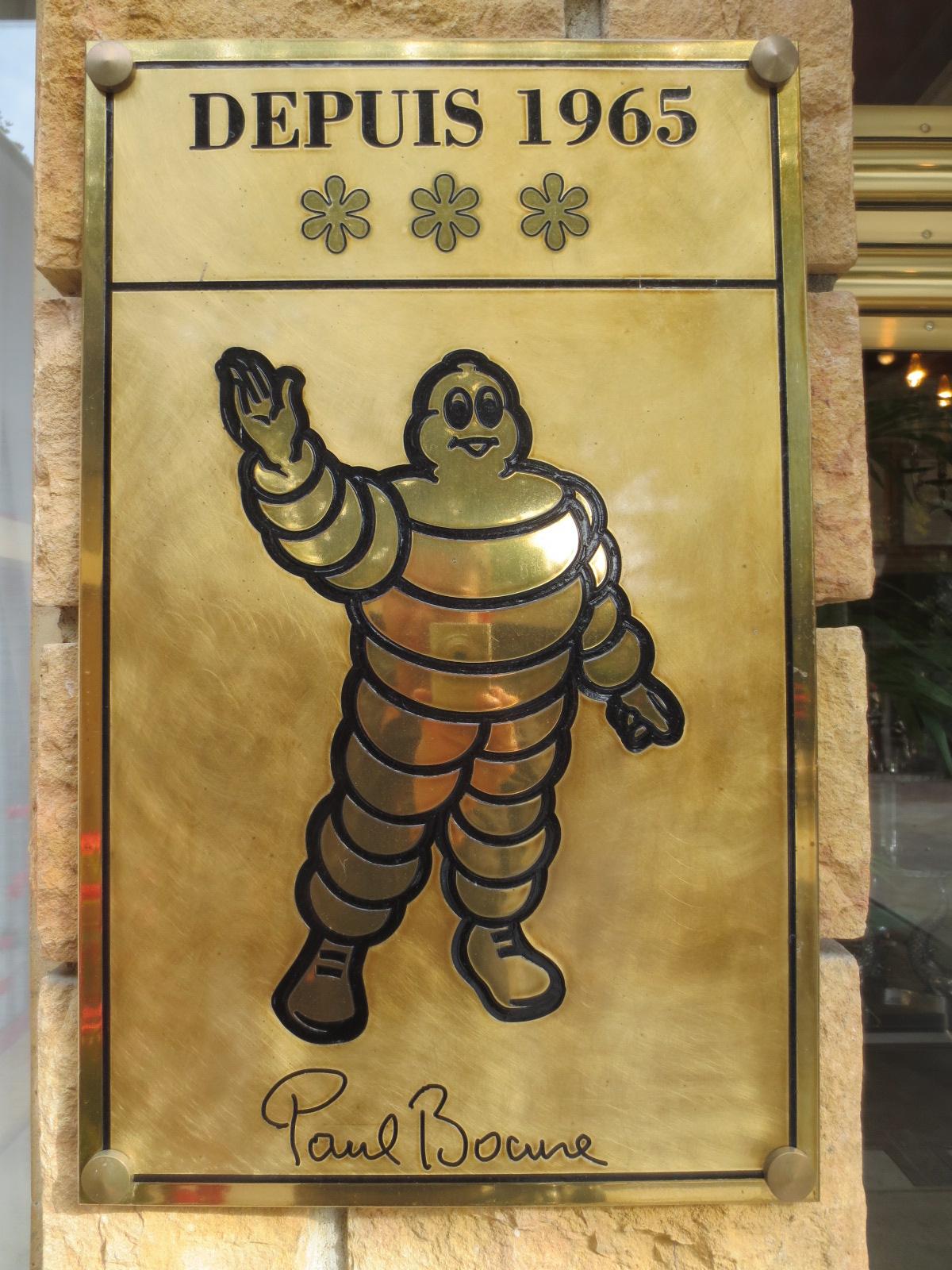
Michelin-Plakette am Restaurant L’Auberge du Pont de Collonges von Paul Bocuse, das von 1965 bis 2019 jedes Jahr drei Sterne erhielt

Zu den ersten Küchenchefs, deren Küchen mit Sternen ausgezeichnet wurden, zählten Eugénie Brazier, Marie Bourgeois, Fernand Point, André Terrail, Joseph Barattero, Francis Carton und François Pernollet. Zum Rekordhalter wurde später das Restaurant L’Auberge du Pont de Collonges von Paul Bocuse in Collonges au Mont d’Or bei Lyon, das von 1965 bis 2019 jedes Jahr drei Michelin-Sterne erhielt.
Wie schon im Ersten Weltkrieg erschien auch im Zweiten Weltkrieg kein Guide Michelin. Dennoch machte das Buch Karriere im Dienst der Alliierten. Während sich die britischen und amerikanischen Truppen im Frühjahr 1944 in England formierten, um nach Frankreich überzusetzen, befürchtete das alliierte Hauptquartier, dass sie sich nach der Landung nur mühsam würden orientieren können, da Wegweiser und Beschilderungen weitgehend zerstört oder abmontiert worden sein könnten. Nach akribischen Recherchen und unterstützt durch die Michelin-Direktion beschlossen die Alliierten, den letzten Vorkriegsband des Guide Michelin neu aufzulegen und seine zahlreichen Stadtpläne als Informationsquelle zu nutzen. Dazu wurde der Guide Michelin France von 1939 in Washington nachgedruckt und den Offizieren der United States Army übergeben. Zu erkennen ist der Nachdruck an dem Vermerk For official use only auf dem Bucheinband. Mit dem Guide Michelin im Gepäck landeten die amerikanischen Truppen am 6. Juni 1944 in der Normandie (D-Day).
Seit 1964 gibt es eine deutsche Ausgabe, anfangs noch ohne Sterne; 1966 wurden 66 Restaurants mit einem Stern ausgezeichnet 1974 erstmals sieben Restaurants mit zwei Sternen, darunter das Tantris unter Eckart Witzigmann, das Restaurant Erbprinz unter Günther Wanka, das Maitre unter Henry Levy, der Schwarze Adler unter Franz Keller, das Stahlbad unter Willi Schwank und der Goldene Pflug in Köln unter Herbert Schönberner. 1980 wurde mit dem Münchener Restaurant Aubergine unter Eckart Witzigmann das erste deutsche Restaurant mit drei Sternen ausgezeichnet.
1994 kam eine schweizerische Ausgabe hinzu. Von 2005 bis 2009 gab es auch eine Ausgabe für Österreich, die aber eingestellt wurde, weil sich der Absatz nicht wie erwartet entwickelt hatte. 2009 wurden in Österreich 49 Betriebe mit einem oder zwei Sternen bewertet, ein Lokal mit drei Sternen gab es nicht. Seither werden Michelin-Sterne in Österreich nur in Wien und Salzburg vergeben, die vom Guide Michelin – Main Cities of Europe abgedeckt werden. Anfang 2023 initiierte das Gastronomie-Fachmagazin Kalk & Kegel eine Petition für die Rückkehr des Guide Michelin nach Österreich, an der sich 20.000 Menschen aus Gastronomie und Tourismus beteiligten; in der Folge konnte das Magazin auch politische Vertreter von der Bedeutung für den österreichischen Tourismus überzeugen. Im Oktober 2023 stimmte der Tourismusausschuss im österreichischen Parlament schließlich einstimmig für die Rückkehr des Guide Michelin. 2025 erschien wieder eigene Ausgabe für das gesamte Bundesgebiet Österreichs.
Seine Beschränkung auf Europa hat der Guide Michelin aufgegeben. So werden auch Restaurantführer für ausgewählte Reiseziele in den USA (Chicago, New York City und der Großraum San Francisco bzw. ab Sommer 2019 Kalifornien), Japan (beispielsweise Tokio und Kyoto), China (beispielsweise Hongkong und Macau) sowie unter anderem für die Städte Seoul, Taipeh und Singapur herausgegeben.
Ab 2010 gab es zunächst eine eigene Webpräsenz, auf der Restaurants gesucht, bewertet und kommentiert werden konnten. Diese wurde 2017 wieder eingestellt und in Zusammenarbeit mit dem britischen Online-Restaurant-Reservierungsservice Bookatable (heute TheFork) durch den Service Bookatable by Michelin ersetzt. Darüber hinaus sind die Restaurant- und Hotelbewertungen des Guide Michelin auch in den Online-Routenplaner ViaMichelin integriert worden, der von einer weiteren Unternehmenstochter der Michelin-Gruppe betrieben wird.
2022 wurde mit dem Restaurant Eleven Madison Park von Daniel Humm erstmals ein veganes Restaurant mit der Höchstnote von drei Sternen ausgezeichnet. Neben Restaurants bewerten Tester des Guide Michelins auch Hotels. Die sogenannten „Michelin-Schlüssel“ wurden 2024 eingeführt.
Der wirtschaftliche Erfolg des Guide Michelin wurde durch den Erfolg der Internet-Restaurantführer wie Tripadvisor beeinträchtigt, die Druckauflage in Frankreich sank auf 50.000 Exemplare. Seit Beginn der 2000er Jahre hat er seine Internetpräsenz verstärkt und vereinigte 2024 ca. 80 % der Internetzugriffe der etablierten Restaurantführer wie Gault-Millau auf sich. Durch die Zusammenarbeit mit TheFork erhält er eine Provision von 1 € pro reserviertem Platz. Auch die Neuausgabe des Führers für Österreich wurde vom staatlichen Fremdenverkehrsamt mit 1,9 Mio. € unterstützt.

### Erscheinungsbild
Der rote Bucheinband, der sich zum typischen Erkennungszeichen für diesen Gastronomieführer entwickelt hat, wurde für alle Länderausgaben 1950 eingeführt. Bis 1999 in der Aufmachung unverändert, wurden mit der Jubiläumsausgabe 2000 fast jährlich sowohl die Umschlaggestaltung als auch die darauf erklärende Bezeichnung variiert. Die jeweilige Jahresausgabe ist in der Umschlagausstattung für alle Länder – bis auf die Sprache – identisch.

D 1972
D 1983
D 2005

### Herausgabe und Vertrieb
Seit Januar 2004 vertreibt die Travel House Media GmbH, München, ein Unternehmen der Ganske-Verlagsgruppe, die Länderausgaben Deutschland, Schweiz und Frankreich sowie sämtliche anderen Länderversionen im deutschsprachigen Raum. Herausgeber der deutschen und schweizerischen Länderausgabe ist der Michelin Reiseverlag in Karlsruhe.
Direktor aller internationalen Ausgaben ist seit September 2018 Gwendal Poullenec. Die französische Redaktion wurde bis Anfang 2017 von der Deutschen Juliane Caspar geleitet, die schon bis Ende 2008 die Länderausgaben Deutschland, Schweiz und Österreich als Chefredakteurin betreut hatte. Ihr Nachfolger für die Frankreich-Ausgabe wurde Gilbert Garin, für die deutschsprachigen Länder von Anfang 2009 bis Anfang 2024 Ralf Flinkenflügel.

### Bewertungs-Modalitäten und Kritik
Nach Unternehmensangaben beschäftigt der Guide Michelin in Europa für die zwölf europäischen Restaurant- und Hotelführer insgesamt 85 Kritiker, die grenzüberschreitend eingesetzt werden können. Bewertungskriterien sind die gleichbleibende Qualität der Zutaten und deren Frische, ihre fachgerechte Zubereitung, die Harmonie der geschmacklichen Verbindung sowie die Innovation und Einzigartigkeit der Gerichte, die sich in Kreativität und persönlicher Note widerspiegelt.
Im Schnitt werden die 3800 Restaurants und 5000 Hotels alle 18 Monate besucht, mit Stern ausgezeichnete häufiger. Für mehr als 1500 Restaurants werden differenzierte Empfehlungen ausgesprochen, wobei sich die Testberichte jeweils auf wenige Sätze beschränken (anders als beispielsweise beim Mitbewerber Gault-Millau, in dem ausführliche Restaurantkritiken veröffentlicht werden).
2005 geriet der Guide Michelin in die Kritik, weil im Benelux-Führer das Brüsseler Restaurant Ostend Queen positiv bewertet wurde, das beim Erscheinen des Restaurantführers aber noch nicht eröffnet war. Die 50.000 bereits gedruckten Exemplare der Ausgabe wurden daraufhin vernichtet.
In der im Februar 2019 erschienenen Ausgabe wurde das Restaurant „Alte Vogtei“ in Köngen von Lars Volbrecht mit einem Stern gelistet, obwohl es im Sommer 2018 geschlossen worden war. Die Redaktion erklärte, dass die Betreiber nur von einer vorübergehenden Schließung gesprochen hätten.

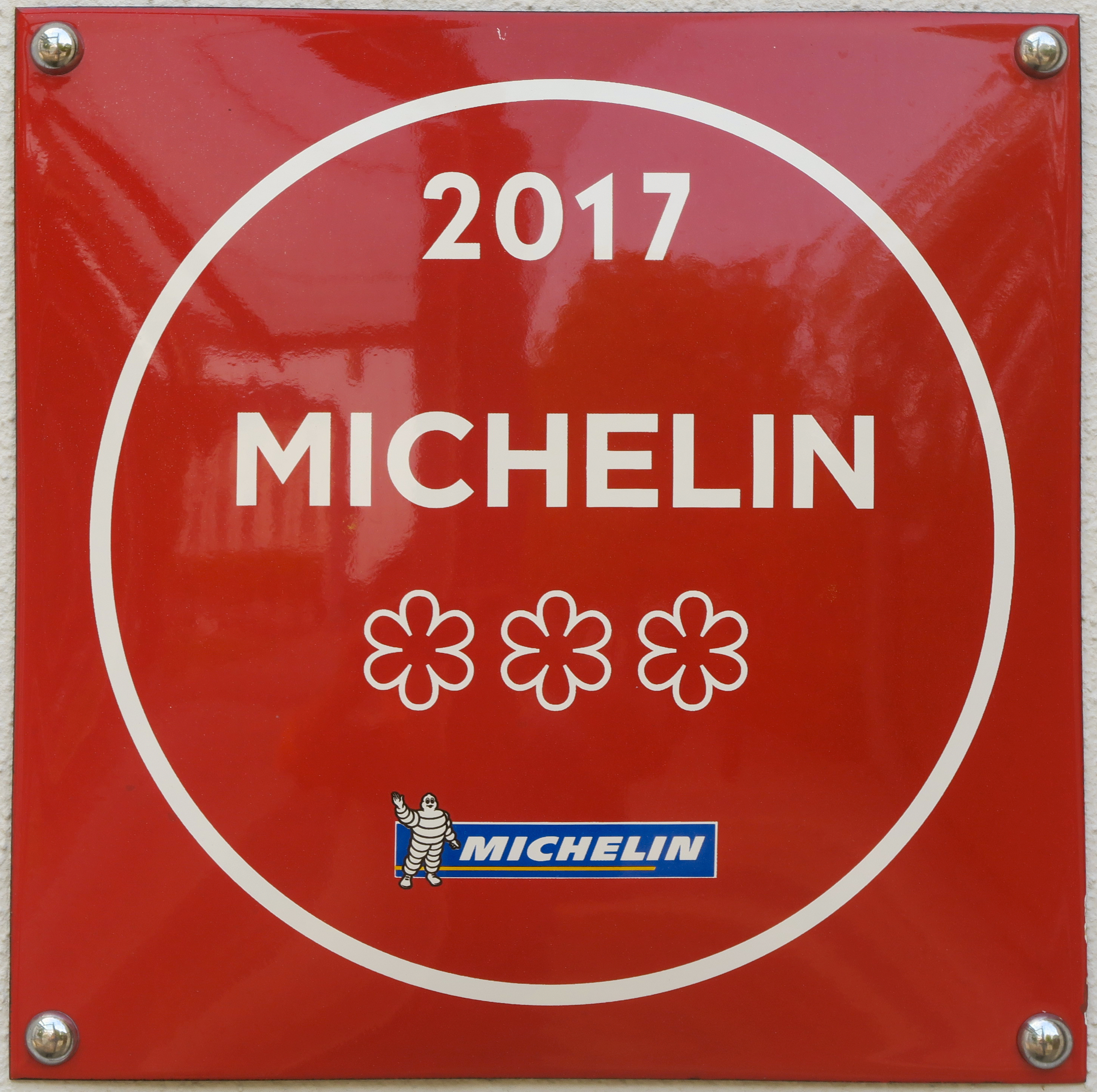
Hinweisschild an einem Drei-Sterne-Restaurant

### Sterne,„Bib Gourmand“und „Teller“ (‚Assiette‘)

Sterne, wie im Guide dargestellt

In der deutschen Ausgabe des Führers wird die Bedeutung der Michelin-Sterne wie folgt beschrieben:
- ein Stern: „Eine Küche voller Finesse – einen Stopp wert!“
- zwei Sterne: „Eine Spitzenküche – einen Umweg wert!“
- drei Sterne: „Eine einzigartige Küche – eine Reise wert!“[28]

Der oft verwendete Begriff Sternekoch ist irreführend, weil Michelin die Küche auszeichnet und nicht den Küchenchef. Verlässt der Küchenchef das Restaurant, behält nicht er den Stern, sondern die Küche. Ein Stern kann auch nicht zurückgegeben werden, obwohl dies öfter berichtet wurde.
Das weltweit für die Sterne verwendete Symbol erinnert eher an eine Blume mit sechs Blütenblättern als an einen Stern. In Frankreich wird als Bezeichnung für den Michelin-Stern neben dem Wort étoile (deutsch „Stern“) umgangssprachlich oft auch das Wort Macaron benutzt. Dieses Synonym findet inzwischen gelegentlich auch im deutschsprachigen Raum Verwendung.
Unterhalb des Sternespektrums wird die Auszeichnung Bib Gourmand für sorgfältig zubereitete und zugleich preiswerte Mahlzeiten vergeben. Restaurants, die weder Sterne noch das Prädikat Bib Gourmand erhalten haben, nach Ansicht der Redaktion aber dennoch empfehlenswert sind, werden mit einem Teller-Symbol (Assiette) markiert.
Ausgezeichnet wird jeweils die Küchenleistung des Restaurants. Für das Ambiente und den Service gibt es eine gesonderte Bewertung, die jeweils durch bis zu fünf über Kreuz gelegte Messer-und-Gabel-Bestecke dargestellt wird. So ist es möglich, dass ein sehr einfach eingerichtetes Selbstbedienungslokal (lediglich ein Besteck-Symbol) dank seiner herausragenden Küche einen oder mehrere Sterne erhält. 2017 wurde beispielsweise eine Straßenküche in Bangkok mit einem Michelin-Stern ausgezeichnet.

### Grüner Stern für Nachhaltigkeit
Seit 2020 wird das Thema Nachhaltigkeit mit einem „Grünen Stern“ ausgezeichnet; dies betrifft Herkunft und Transportwege der Produkte sowie die Art des Anbaus, Tierhaltung oder Verarbeitung. Die Tester heben Restaurants hervor, die ein nachhaltiges Konzept verfolgen. Für Deutschland erscheint das Piktogramm zunächst auf der Website und in der Smartphone-App. In Deutschland erhielten 18 Restaurants diese Auszeichnung.

### Ausgezeichnete Restaurants
2010 war die Stadt mit den meisten ausgezeichneten Restaurants Tokio mit insgesamt 191 Sternen: Achtmal wurden drei Sterne vergeben, 25-mal zwei Sterne und 117-mal ein Stern. Tokio besitzt damit fast doppelt so viele Sterne wie Paris, wo sich allerdings neun mit drei Sternen ausgezeichnete Restaurants befinden; in ganz Frankreich sind es 26 Drei-Sterne-Restaurants.

#### Deutschsprachiger Raum
Im Guide Michelin für Deutschland wurden in der Ausgabe 2020 (veröffentlicht im März 2020) zehn Restaurants mit drei Sternen (wobei erstmals für Berlin auch ein Drei-Sterne-Restaurant aufgenommen wurde), 43 mit zwei Sternen und 255 mit einem Stern bewertet (eines der 255 Einsterne-Restaurants liegt im Kleinwalsertal und damit in Vorarlberg/Österreich). 372 Adressen erhielten das Prädikat „Bib Gourmand“.
Im Jahr 2025 wurden in Deutschland zwölf Restaurants mit drei Sternen ausgezeichnet: Zwei davon in Baiersbronn, das Restaurant Bareiss und die Schwarzwaldstube, das The Table Kevin Fehling in Hamburg, das Jan in München, und das Rutz in Berlin, sowie das Es:Senz in Grassau, das Waldhotel Sonora in Dreis, das Aqua in Wolfsburg, das Victor's Fine Dining by christian bau in Perl, und das schanz.restaurant in Piesport. Neu hinzu kamen das Restaurant Haerlin in Hamburg und das Tohru in der Schreiberei in München.
47 Restaurants wurden mit zwei Sternen ausgezeichnet, davon in Berlin vier, in München vier, in Hamburg drei und jeweils zwei in Hannover, Nürnberg und Saarbrücken. Die Städte Augsburg, Frankfurt, Karlsruhe, Koblenz, Köln, Konstanz, Mannheim, Münster und Stuttgart haben jeweils ein Restaurant mit zwei Sternen. Zwei-Sterne-Restaurants befinden sich ebenfalls in Bad Neuenahr-Ahrweiler, Bad Peterstal-Griesbach, Berchtesgaden, Bergisch Gladbach, Deidesheim, Donaueschingen, Glücksburg, Krün, Neunburg vorm Wald, Rottach-Egern, Rust, Saarlouis, Sankt Ingbert, Sulzburg, Sylt-Rantum, Teisnach, Wachenheim an der Weinstraße, Wangels, Wernigerode, Wirsberg und Zweiflingen.
Insgesamt wurden 282 Restaurants in Deutschland für 2025 mit einem Stern ausgezeichnet. Die meisten sternebewerteten Restaurants befinden sich in Berlin (22), Hamburg (16), München (14), Frankfurt am Main (10), Düsseldorf und Köln (9), sowie Nürnberg und Stuttgart (8).
Die Höchstbewertung mit drei Sternen wurde in Deutschland erstmals im Guide Michelin 1980 verliehen, an das Münchener Restaurant Aubergine unter der Leitung des Österreichers Eckart Witzigmann. Dieser war zuvor auch der Koch gewesen, der in Deutschland erstmals zwei Sterne (Guide Michelin 1975) erhalten hatte (für das Münchener Restaurant Tantris). Der erste Küchenchef mit deutscher Staatsangehörigkeit, der die Drei-Sterne-Wertung erhielt, war 1982 Herbert Schönberner im Restaurant Goldener Pflug in Köln-Merheim (inzwischen in ein rustikales Brauhaus umgewandelt). Als einziges Restaurant in Deutschland wird das Restaurant „Adler“ im „Schwarzwald Hotel Adler“  in Häusern seit der Erstausgabe im Jahr 1966 durchgängig mit einem Stern ausgezeichnet.
In der Schweiz gibt es drei Restaurants mit drei Sternen, 22 mit zwei Sternen und 97 mit einem Stern (Stand: Guide Michelin Schweiz 2020, erschienen im Februar 2020).
Im Guide Michelin Main Cities of Europe 2019 ist Österreich mit den beiden Städten Salzburg und Wien mit einem Dreisterne-Restaurant, sechs Zweisterne-Restaurants und elf Einsterne-Restaurants vertreten. Im deutschen Guide Michelin für das Jahr 2019 ist außerdem ein Einsterne-Restaurant verzeichnet, das sich im österreichischen Kleinwalsertal befindet, das Kleinwalsertal ist eine funktionale Exklave innerhalb der Bundesrepublik Deutschland. 2019 wurde mit dem Wiener Restaurant Amador von Juan Amador erstmals ein österreichisches Restaurant mit drei Sternen bedacht. Im (erstmals seit 2009 wieder herausgegebenem) Guide Michelin für Österreich wurden in der Ausgabe 2025 (veröffentlicht im Jänner 2025) zwei Restaurants mit drei Sternen, 18 mit zwei Sternen und 62 mit einem Stern bewertet.
Südtirol ist im Guide Michelin Italia 2019 mit einem Restaurant mit drei Sternen, fünf Restaurants mit zwei Sternen und 14 Restaurants mit einem Stern vertreten. Das bislang erste und einzige Südtiroler Drei-Sterne-Restaurant St. Hubertus in St. Kassian von Norbert Niederkofler erhielt die Höchstwertung erstmals in der Guide-Michelin-Ausgabe für das Jahr 2018.
Siehe auch:
- Liste der vom Guide Michelin ausgezeichneten Restaurants in Deutschland

#### Nordeuropa
In Dänemark und Norwegen gibt es 2017 unter anderen ein Drei-Sterne-Restaurant, in Schweden ein Zwei-Sterne-Restaurant.
Siehe auch:
- Liste der vom Guide Michelin ausgezeichneten Restaurants in Dänemark
- Liste der vom Guide Michelin ausgezeichneten Restaurants in Norwegen
- Liste der vom Guide Michelin ausgezeichneten Restaurants in Schweden
- Liste der vom Guide Michelin ausgezeichneten Restaurants in Finnland
- Liste der vom Guide Michelin ausgezeichneten Restaurants in Island

## Michelin Keys für Hotels
Seit 2024 werden Michelin Keys für Hotels vergeben, mit der gleichen Abstufung wie bei den Sternen: ein, zwei oder drei Keys. Die höchste Auszeichnung wurde vergeben an: Hotel Bareiss, Hotel Traube Tonbach, Fairmont Hotel Vier Jahreszeiten, The Fontenay, Schloss Elmau und Althoff Seehotel Überfahrt.

### Mitbewerber
Weitere bedeutende deutschsprachige Mitbewerber des Michelin im Bereich der Restaurant- und Hotelführer sind die ebenfalls jährlich erscheinenden Publikationen wie:
- Guide Gault-Millau – Hauben
- Der Feinschmecker Guide
- VARTA-Führer
- Schlemmer Atlas
- Der Große Restaurant & Hotel Guide, Wissen Media Verlag (Bertelsmann)
- Falstaff Restaurantguide – vergibt Punkte und Gabeln

Zudem werden regelmäßig Bestenlisten wie The World’s 50 Best Restaurants veröffentlicht.

## Touristik-Michelin
Typisches Kennzeichen der touristischen Grünen Führer (Guide Vert) ist ihr grüner Einband sowie das schmale Format. Sie wurden erstmals 1926 von André Michelin herausgegeben. Er bündelte darin die zuvor von ihm einzeln an Automobilisten versandten Wegbeschreibungen. Zielgruppe sind kulturinteressierte Individualtouristen, für die in den Grünen Führern die Sehenswürdigkeiten einer Region komprimiert beschrieben und – ähnlich wie im Baedeker-System – durch Hervorhebungen klassifiziert werden.
Derzeit erscheint der Grüne Führer für folgende Regionen in deutscher Sprache:
- Deutschland: Deutschland insgesamt, Berlin, Schwarzwald (mit Elsass)
- Frankreich: Französische Atlantikküste (zwei Bände), Auvergne-Berry, Bretagne, Burgund-Französische Jura, Champagne, Côte d’Azur, Dordogne-Perigord, Elsass-Lothringen (mit Schwarzwald), Französische Alpen, Korsika, Languedoc-Roussillon, Normandie, Paris, Paris-Île de France, Picardie, Provence, Pyrenäen, Rhonetal-Ardèche-Lyon, Schlösser an der Loire
- Übriges Europa: Andalusien, Baskenland, Brüssel, Budapest (mit Ungarn), Florenz (und Toskana), Großbritannien, Italien, Polen, Portugal, Rom, Schottland, Schweiz, Toskana (mit Florenz), Spanien, Ungarn (mit Budapest)
- USA: Osten der USA, New York City